# L'ussaro
L'ussaro (El húsar) è stato il primo romanzo di Arturo Pérez-Reverte. È stato scritto nel 1983 e pubblicato nel 1986, anche se l'autore lo ha poi rivisto nella nuova edizione del 2004. È importante sottolineare che Arturo Pérez-Reverte ha cominciato a dedicarsi alla letteratura dopo 21 anni di lavoro come corrispondente di guerra, quindi questo romanzo è impregnato di tutto quello che ha vissuto nei suoi anni precedenti.

## Trama
Il romanzo è ambientato in Spagna nel XIX secolo, nella cosiddetta guerra d'indipendenza spagnola, quando l'esercito di Napoleone aveva occupato il paese. Il protagonista è Frederic Glüntz, un giovane ussaro di 19 anni, che non vede l'ora di entrare in combattimento per ottenere gloria e fama. Dopo alcuni giorni, il reggimento di Frederic entra in combattimento, ma con risultati negativi per lui e per la Francia. Ecco dove Frederic capisce che in guerra non vi è nulla di eroico e che non vi è nulla di cui vantarsi.

## Analisi dell'opera
Arturo Pérez-Reverte in questo libro mostra il vero volto della guerra. Mostra l'onore del soldato anonimo che muore e scompare sul campo di battaglia senza che nessuno se ne ricordi, tranne le statistiche, e talvolta nemmeno quelle. Il romanzo utilizza la storia di un ussaro ansioso di combattere per mostrare il suo valore ai suoi compagni e per avere storie e aneddoti con cui sedurre le ragazze ai balli, ma che, conoscendo la dura realtà, si rende conto dell'assurdità di tutto questo. Si rende conto che è lui, un giovane di 19 anni, a lottare per gli ideali della rivoluzione, e che è lui che morirà al posto di coloro che li hanno redatti.

## Edizioni
- Arturo Pérez-Reverte, L'ussaro, traduzione di Silvia Sichel, Marco Tropea Editore, 2006,  p. 210, ISBN 88-438-0578-9.